# Gnypeta helenae
Gnypeta helenae är en skalbaggsart som beskrevs av Thomas Casey 1906. Gnypeta helenae ingår i släktet Gnypeta och familjen kortvingar. Inga underarter finns listade i Catalogue of Life.